# Clamouze
Ne pas confondre avec la grotte de Clamouse à Saint-Jean-de-Fos (Hérault).
La Clamouze (ou Clamouse) est une rivière française, qui coule dans le département de la Lozère, dans l'ancienne région Languedoc-Roussillon donc dans la nouvelle région Occitanie. C'est un affluent du Chapeauroux en rive droite, donc un sous-affluent de la Loire par l'Allier.

## Géographie
De 19,6 km de longueur
La Clamouse naît à l'extrémité méridionale du massif de la Margeride. Dès sa naissance, elle se dirige vers le nord, orientation qu'elle maintient tout au long de son parcours. Elle se jette dans le Chapeauroux en rive droite au niveau de la commune de Chastanier.

### Communes et cantons traversés
La Clamouse traverse ou longe, d'amont en aval, les communes suivantes, toutes situées dans le département de la Lozère :
- Montbel, Châteauneuf-de-Randon, Chaudeyrac, Pierrefiche, Rocles et Chastanier.

## Hydrologie
La Clamouse est une rivière assez abondante, comme la plupart des cours d'eau issus de la Margeride.

### La Clamouse à Chastanier
La station hydrométrique de Chastanier, située au niveau de son confluent, a relevé, sur un bassin de 50,5 km2, un module ou débit moyen interannuel de 0,71 m3/s. Les observations ont été faites sur une période de 61 ans allant de 1948 à 2008.
La Clamouze présente des fluctuations saisonnières de débit bien marquées. Les hautes eaux se déroulent de la fin de l'automne jusqu'au printemps, et se caractérisent par des débits mensuels allant de 0,91 à 1,12 m3/s, de novembre à mai inclus (avec un maximum en décembre). Au mois de juin, le débit chute fortement, ce qui mène rapidement aux basses eaux. Celles-ci ont lieu en été, de juillet à septembre, entraînant une baisse du débit moyen mensuel allant jusqu'à 0,088 m3/s au mois d'août (88 litres par seconde). Mais les fluctuations sont bien plus prononcées sur de plus courtes périodes, ou selon les années.

### Étiage ou basses eaux
À l'étiage en effet, le VCN3 peut chuter jusque 0,002 m3/s, en cas de période quinquennale sèche, soit deux petits litres par seconde, ce qui doit être qualifié de très sévère, le cours d'eau tombant alors presque à sec.

### Crues
Les crues peuvent être importantes, du moins en tenant compte de la petitesse du bassin versant (50,5 km2). Les QIX 2 et QIX 5 valent en effet respectivement 9,4 et 14 m3/s. Le QIX 10 est de 17 m3/s et le QIX 20 de 20 m3/s. Quant au QIX 50, il se monte à 24 m3/s.
Le débit instantané maximal enregistré à Chastanier a été de 24,8 m3/s le 3 décembre 2003, tandis que la valeur journalière maximale était de 20,0 m3/s le 15 mars 1960. On comparant la première de ces valeurs à l'échelle des QIX du cours d'eau, il apparaît que cette crue était d'ordre cinquantennal (défini par le QIX 50) et donc assez exceptionnelle.

### Lame d'eau et débit spécifique
Au total, la Clamouze est une rivière assez abondante. La lame d'eau écoulée dans son bassin est de 444 millimètres annuellement, ce qui est supérieur à la moyenne d'ensemble de la France tous bassins confondus (320 millimètres), et se rapproche du double de la moyenne du bassin de la Loire (plus ou moins 240 à 250 millimètres). Le débit spécifique (ou Qsp) de la rivière atteint 14,1 litres par seconde et par kilomètre carré de bassin.